# 터크스 케이커스 제도 축구 국가대표팀
터크스 케이커스 제도 축구 국가대표팀(영어: Turks and Caicos Islands National Football Team)은 터크스 케이커스 제도를 대표하는 축구 국가대표팀으로 터크스 케이커스 제도 축구 협회에서 관리하고 있다. 1999년 2월 24일 바하마와의 국제 A매치 데뷔전에서 0-3으로 완패했으며 홈 구장으로는 터크스 케이커스 제도 축구 협회 국립 아카데미를 사용하고 있다.

## 국제 대회 경력

### FIFA 월드컵
홈에서 열린 세인트루시아와의 2010년 FIFA 월드컵 북중미카리브 지역 1차 예선 1조 2경기 1차전에서 2-1로 승리를 거두며 월드컵 지역 예선 첫 승을 올렸으나 2차전에서는 0-2로 패하며 2차 예선 진출에 실패했고 앵귈라와의 2026년 FIFA 월드컵 북중미카리브 지역 1차 예선에서는 1·2차전 합계 1-1로 비긴 뒤 승부차기에서 3-4로 패했다.

### CONCACAF 네이션스리그

#### 2019-20년 리그 C
2019-20년 CONCACAF 네이션스리그 예선 24위로 리그 C에 편입된 이후 신트마르턴, 과들루프와 함께 D조에 편성되어 4경기 2승 2패·조 2위로 첫 시즌을 마쳤다.

#### 2022-23년 리그 C
2022-23 시즌 리그 C에서는 보네르, 신트마르턴, 미국령 버진아일랜드와 A조에 편성되어 6경기 3승 3패·조 3위로 터크스 케이커스 제도 축구 역사상 국제 대회 최고 성적을 남겼다.

#### 2023-24년 리그 C
2023-24 시즌 리그 C에서는 도미니카 연방, 영국령 버진아일랜드와 C조에 편성되어 4경기 1무 3패의 성적으로 시즌을 마무리했다.

## FIFA 월드컵 (본선)
| 년도   | 결과      | 순위      | 경기      | 승        | 무*       | 패        | 득점      | 실점      | 승점      |
| ------ | --------- | --------- | --------- | --------- | --------- | --------- | --------- | --------- | --------- |
| 1930년 | 비회원국  | 비회원국  | 비회원국  | 비회원국  | 비회원국  | 비회원국  | 비회원국  | 비회원국  | 비회원국  |
| 1934년 | 비회원국  | 비회원국  | 비회원국  | 비회원국  | 비회원국  | 비회원국  | 비회원국  | 비회원국  | 비회원국  |
| 1938년 | 비회원국  | 비회원국  | 비회원국  | 비회원국  | 비회원국  | 비회원국  | 비회원국  | 비회원국  | 비회원국  |
| 1950년 | 비회원국  | 비회원국  | 비회원국  | 비회원국  | 비회원국  | 비회원국  | 비회원국  | 비회원국  | 비회원국  |
| 1954년 | 비회원국  | 비회원국  | 비회원국  | 비회원국  | 비회원국  | 비회원국  | 비회원국  | 비회원국  | 비회원국  |
| 1958년 | 비회원국  | 비회원국  | 비회원국  | 비회원국  | 비회원국  | 비회원국  | 비회원국  | 비회원국  | 비회원국  |
| 1962년 | 비회원국  | 비회원국  | 비회원국  | 비회원국  | 비회원국  | 비회원국  | 비회원국  | 비회원국  | 비회원국  |
| 1966년 | 비회원국  | 비회원국  | 비회원국  | 비회원국  | 비회원국  | 비회원국  | 비회원국  | 비회원국  | 비회원국  |
| 1970년 | 비회원국  | 비회원국  | 비회원국  | 비회원국  | 비회원국  | 비회원국  | 비회원국  | 비회원국  | 비회원국  |
| 1974년 | 비회원국  | 비회원국  | 비회원국  | 비회원국  | 비회원국  | 비회원국  | 비회원국  | 비회원국  | 비회원국  |
| 1978년 | 비회원국  | 비회원국  | 비회원국  | 비회원국  | 비회원국  | 비회원국  | 비회원국  | 비회원국  | 비회원국  |
| 1982년 | 비회원국  | 비회원국  | 비회원국  | 비회원국  | 비회원국  | 비회원국  | 비회원국  | 비회원국  | 비회원국  |
| 1986년 | 비회원국  | 비회원국  | 비회원국  | 비회원국  | 비회원국  | 비회원국  | 비회원국  | 비회원국  | 비회원국  |
| 1990년 | 비회원국  | 비회원국  | 비회원국  | 비회원국  | 비회원국  | 비회원국  | 비회원국  | 비회원국  | 비회원국  |
| 1994년 | 비회원국  | 비회원국  | 비회원국  | 비회원국  | 비회원국  | 비회원국  | 비회원국  | 비회원국  | 비회원국  |
| 1998년 | 비회원국  | 비회원국  | 비회원국  | 비회원국  | 비회원국  | 비회원국  | 비회원국  | 비회원국  | 비회원국  |
| 2002년 | 예선 탈락 | 예선 탈락 | 예선 탈락 | 예선 탈락 | 예선 탈락 | 예선 탈락 | 예선 탈락 | 예선 탈락 | 예선 탈락 |
| 2006년 | 예선 탈락 | 예선 탈락 | 예선 탈락 | 예선 탈락 | 예선 탈락 | 예선 탈락 | 예선 탈락 | 예선 탈락 | 예선 탈락 |
| 2010년 | 예선 탈락 | 예선 탈락 | 예선 탈락 | 예선 탈락 | 예선 탈락 | 예선 탈락 | 예선 탈락 | 예선 탈락 | 예선 탈락 |
| 2014년 | 예선 탈락 | 예선 탈락 | 예선 탈락 | 예선 탈락 | 예선 탈락 | 예선 탈락 | 예선 탈락 | 예선 탈락 | 예선 탈락 |
| 2018년 | 예선 탈락 | 예선 탈락 | 예선 탈락 | 예선 탈락 | 예선 탈락 | 예선 탈락 | 예선 탈락 | 예선 탈락 | 예선 탈락 |
| 2022년 | 예선 탈락 | 예선 탈락 | 예선 탈락 | 예선 탈락 | 예선 탈락 | 예선 탈락 | 예선 탈락 | 예선 탈락 | 예선 탈락 |
| 2026년 | 예선 탈락 | 예선 탈락 | 예선 탈락 | 예선 탈락 | 예선 탈락 | 예선 탈락 | 예선 탈락 | 예선 탈락 | 예선 탈락 |
| 합계   |           |           |           |           |           |           |           |           |           |

## FIFA 월드컵 (예선)
| 년도   | 경기                                        | 승                                          | 무*                                         | 패                                          | 득점                                        | 실점                                        | 승점                                        |
| ------ | ------------------------------------------- | ------------------------------------------- | ------------------------------------------- | ------------------------------------------- | ------------------------------------------- | ------------------------------------------- | ------------------------------------------- |
| 1930년 | 비회원국                                    | 비회원국                                    | 비회원국                                    | 비회원국                                    | 비회원국                                    | 비회원국                                    | 비회원국                                    |
| 1934년 | 비회원국                                    | 비회원국                                    | 비회원국                                    | 비회원국                                    | 비회원국                                    | 비회원국                                    | 비회원국                                    |
| 1938년 | 비회원국                                    | 비회원국                                    | 비회원국                                    | 비회원국                                    | 비회원국                                    | 비회원국                                    | 비회원국                                    |
| 1950년 | 비회원국                                    | 비회원국                                    | 비회원국                                    | 비회원국                                    | 비회원국                                    | 비회원국                                    | 비회원국                                    |
| 1954년 | 비회원국                                    | 비회원국                                    | 비회원국                                    | 비회원국                                    | 비회원국                                    | 비회원국                                    | 비회원국                                    |
| 1958년 | 비회원국                                    | 비회원국                                    | 비회원국                                    | 비회원국                                    | 비회원국                                    | 비회원국                                    | 비회원국                                    |
| 1962년 | 비회원국                                    | 비회원국                                    | 비회원국                                    | 비회원국                                    | 비회원국                                    | 비회원국                                    | 비회원국                                    |
| 1966년 | 비회원국                                    | 비회원국                                    | 비회원국                                    | 비회원국                                    | 비회원국                                    | 비회원국                                    | 비회원국                                    |
| 1970년 | 비회원국                                    | 비회원국                                    | 비회원국                                    | 비회원국                                    | 비회원국                                    | 비회원국                                    | 비회원국                                    |
| 1974년 | 비회원국                                    | 비회원국                                    | 비회원국                                    | 비회원국                                    | 비회원국                                    | 비회원국                                    | 비회원국                                    |
| 1978년 | 비회원국                                    | 비회원국                                    | 비회원국                                    | 비회원국                                    | 비회원국                                    | 비회원국                                    | 비회원국                                    |
| 1982년 | 비회원국                                    | 비회원국                                    | 비회원국                                    | 비회원국                                    | 비회원국                                    | 비회원국                                    | 비회원국                                    |
| 1986년 | 비회원국                                    | 비회원국                                    | 비회원국                                    | 비회원국                                    | 비회원국                                    | 비회원국                                    | 비회원국                                    |
| 1990년 | 비회원국                                    | 비회원국                                    | 비회원국                                    | 비회원국                                    | 비회원국                                    | 비회원국                                    | 비회원국                                    |
| 1994년 | 비회원국                                    | 비회원국                                    | 비회원국                                    | 비회원국                                    | 비회원국                                    | 비회원국                                    | 비회원국                                    |
| 1998년 | 비회원국                                    | 비회원국                                    | 비회원국                                    | 비회원국                                    | 비회원국                                    | 비회원국                                    | 비회원국                                    |
| 2002년 | 2                                           | 0                                           | 0                                           | 2                                           | 0                                           | 14                                          | 0                                           |
| 2006년 | 2                                           | 0                                           | 0                                           | 2                                           | 0                                           | 7                                           | 0                                           |
| 2010년 | 2                                           | 1                                           | 0                                           | 1                                           | 2                                           | 3                                           | 3                                           |
| 2014년 | 2                                           | 0                                           | 0                                           | 2                                           | 0                                           | 10                                          | 0                                           |
| 2018년 | 2                                           | 0                                           | 0                                           | 2                                           | 4                                           | 12                                          | 0                                           |
| 2022년 | 3                                           | 0                                           | 0                                           | 3                                           | 0                                           | 22                                          | 0                                           |
| 2026년 | 2                                           | 0                                           | 2                                           | 0                                           | 1                                           | 1                                           | 2                                           |
| 합계   | 15                                          | 1                                           | 2                                           | 12                                          | 1                                           | 69                                          | 5                                           |
| 순위   | 월드컵 예선 승점 순위 : 205위 (북중미 33위) | 월드컵 예선 승점 순위 : 205위 (북중미 33위) | 월드컵 예선 승점 순위 : 205위 (북중미 33위) | 월드컵 예선 승점 순위 : 205위 (북중미 33위) | 월드컵 예선 승점 순위 : 205위 (북중미 33위) | 월드컵 예선 승점 순위 : 205위 (북중미 33위) | 월드컵 예선 승점 순위 : 205위 (북중미 33위) |

## CONCACAF 골드컵
- 1963년 ~ 1998년 - 불참
- 2000년 - 예선 탈락
- 2002년 ~ 2003년 - 불참
- 2005년 - 예선 탈락
- 2007년 - 기권
- 2009년 ~ 2013년 - 불참
- 2015년 - 예선 탈락
- 2017년 - 불참
- 2019년 ~ 2021년 - 예선 탈락

## 주요 선수
- 빌리 포브스
- 마코 페널러스
- 렌퍼드 싱
- 윌든스 델바